# Nedersaksisch

Taalgebied inclusief het Oost-Nederduits. Beide gebieden samen worden soms ook Nedersaksisch genoemd.

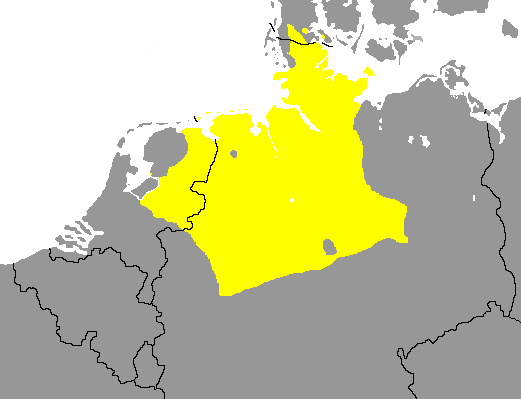
Taalgebied exclusief Oost-Nederduits.

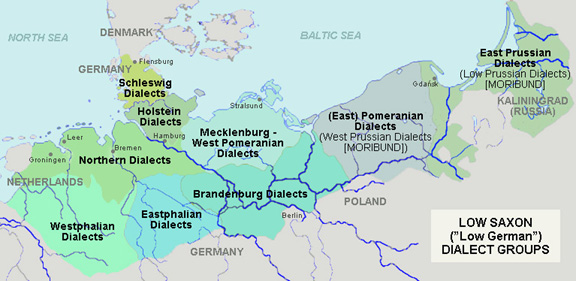
Taalgebied van het Nederduits/Nedersaksisch voor 1945

Het Nedersaksisch (Duits: Niedersächsisch of Westniederdeutsch) is een in Nederland en Duitsland officieel erkende regionale taal, die bestaat uit een groep niet-gestandaardiseerde dialecten die op hun beurt tot het Nederduits behoren. Volgens de gangbare definitie behoort hiertoe alleen het West-Nederduits, volgens andere definities tevens het Oost-Nederduits dat wordt gesproken in het noordoosten van Duitsland, wat voor 1945 ook het huidige noorden van Polen omvatte en Memelland. De Baltische Duitsers in Estland en Letland spraken oorspronkelijk ook Nederduits. Genoemde varianten zijn nauw verwant. Mennonieten vormen in Rusland, en Noord- en Zuid-Amerika kleinere gemeenschappen van Nedersaksischtaligen. Oost-Pommers wordt onder andere in Brazilië gesproken (Pomerano).
De Nedersaksische dialecten worden voornamelijk gesproken in het noordelijke deel van Duitsland en in het noordelijke en oostelijke deel van Nederland (de provincies Groningen, Drenthe, Overijssel, de Gelderse regio's Veluwe en Achterhoek, in Utrecht ten oosten van de Utrechtse Heuvelrug, op Urk in Flevoland en in de Stellingwerven en rond Kollumerpomp in Friesland).
Nedersaksisch is, naast het Limburgs, een van de twee officiële streektalen in Nederland. Anders dan het Fries (officiële naam: Westerlauwers Fries), dat de status heeft van regionale bestuurstaal, kent het Nedersaksisch geen normerende, overkoepelende standaardtaal. Net als bij het Limburgs is er sprake van een groot aantal lokale varianten. Het ontbreken van een Nedersaksische eenheidstaal leidt ook tot uiteenlopende spellingswijzen van de verschillende dialecten, ondanks pogingen om tot een overkoepelende eenheidsspelling te komen.
Sinds 1998 erkent Nederland het Nedersaksisch als minderheidstaal, onder het Europees Handvest voor regionale talen of talen van minderheden. In 2018 trad het Convenant Nedersaksisch in werking, waarbij de regionale overheden in het Nedersaksisch-talige deel van Nederland aangeven zich in te spannen voor het behoud en de bevordering van het Nedersaksisch; dit is echter niet juridisch afdwingbaar.
Ook Duitsland erkent sinds 1998 het Nederduits (zowel Nedersaksisch als Oost-Nederduits), onder het Europees handvest voor regionale en minderheidstalen. In de Europese Unie is het Nedersaksisch en Nederduits een officieel erkende streektaal. De taalcode (ISO 639-2) van beide streektalen is nds. Wikipedia maakt onderscheid tussen Nedersaksies (nds-nl) en Plattdüütsch (nds).
Voor het aantal sprekers in Nederland zijn geen betrouwbare actuele cijfers voorhanden. Eind 2002 sprak in de betreffende gebieden 28% van de ouders Nedersaksisch, maar bij hun kinderen lag dit aandeel lager. In 2012 is dit aantal gezakt naar respectievelijk 15% (ouders) en 2% (kinderen). In een onderzoek uit 2005 gaf 53% van de respondenten aan thuis nog Nedersaksisch te spreken, al dan in combinatie met het Nederlands. 71% zou het nog kunnen spreken. In Duitsland werd het aantal sprekers in 1984 op 5,5 miljoen geschat. In 2016 waren er 2,2 miljoen sprekers onder de categorie 'zeer goed' en bijna 5 miljoen sprekers onder de categorieën 'zeer goed' en 'goed'.
In Nederland wordt het aantal sprekers (2005) thuis op circa 1,6 miljoen geschat en het totale aantal sprekers op 2,15 miljoen. Deze cijfers berusten dan wel op zelf-opgaven en zijn niet wetenschappelijk op grond van objectieve gemeten taaleigenschappen vastgesteld. Dat verklaart de grote variatie in aantallen. Zowel in Duitsland als in Nederland was voor de oorlog een Nedersaksische taalvariant bij een meerderheid van de huishoudens als gezinscommunicatiemiddel in gebruik. Recent onderzoek laat zien dat dat nu nog bij enkele procenten het geval is en dat stelt vragen bij de opgaven van aantallen sprekers van deze varianten in de orde van miljoenen.

## Aanduiding
De term 'Nedersaksisch' werd tot in de jaren negentig van de 20e eeuw alleen gehanteerd door historisch taalkundigen en - vooral in de jaren vijftig - door een groep streektaalschrijvers en -activisten. Sprekers van de Nedersaksische variëteiten refereerden aan hun dialect met de naam van de plaats of streek: bijvoorbeeld het Achterhoeks, Twents, Drents, Veluws, Elspeets, of met de aanduiding Plat (ook Platduuts). Onder invloed van diverse streektaalbewegingen heeft de politiek het begrip 'Nedersaksisch' overgenomen, en het Nedersaksisch uiteindelijk als streektaal erkend. In Duitsland wordt het Nedersaksisch vaak als Niederdeutsch aangeduid (Nederduits) of als Plattdüütsch/Plattdeutsch. Cornelis Kiliaan noemde in zijn woordenboek uit 1599 de noordoostelijke vormen 'Saksisch' of 'Saxonisch.' Vanwege de verwarrende termen Saksisch, Nedersaksisch, Nederduits, Plat en Platduits heeft William Foerste in 1949 de term 'Saxonisch' voorgesteld. Hoewel enkele keren gebruikt sloeg deze term niet aan. De Nedersaksische Beweging noemde de taal onder andere de modersproake of moderspraoke. De voorloper van het hedendaagse Nedersaksisch, het Middelnederduits werd in die tijd door de sprekers aangeduid als 'Sassesch' of 'De Sassesche Sprâke.' Het gebruik van de term 'Saksisch' stopte aan het eind van de Middelnederduitse periode, rond 1600.
Het Nedersaksisch omvat een complex van streektalen, van één uniforme cultuurtaal is geen sprake. Dit komt mede doordat uniformering van spelling en woordenschat, door de sprekers als wezensvreemd voor de grote variëteit aan dialecten wordt afgewezen. De afhankelijkheid van de Nederlandse dan wel Duitse spellingswijze, en de talloze leenwoorden uit respectievelijk het Duits en het Nederlands bemoeilijken bovendien steeds meer grensoverschrijdende herkenning en acceptatie. Waar vroeger herkenning en verstaanbaarheid over de staatsgrenzen heen groot was, werd deze door het onderwijs grotendeels vervangen door de kennis en het dominerende gebruik van de nationale standaardtalen. In Nederland ervaart men de varianten van het Nedersaksisch als Nederlandse dialecten, in Duitsland als Duitse (Nederduitse) dialecten. Toch zijn er verscheidene pogingen ondernomen om tot een overkoepelende spelling te komen. De meest recente poging is de Nysassiske Skryvwyse, die bedacht is door leden van de Duitse en Nederlandse Nedersaksische Wikipedia-gemeenschap, om de Duits/Nederlandse verschillen in de spelling van het Nedersaksisch te overbruggen. In Duitsland wordt de Sass'sche Schrievwies door velen als meest geschikt beschouwd.
In het grote verspreidingsgebied van het Nedersaksisch - oudtijds van Blaricum tot Nimmersatt - ontstonden er veel dialectvarianten, die kunnen worden ingedeeld in drie hoofdgroepen:
1. het Noord-Nedersaksisch:
  1. Gronings
  2. Oost-Fries Platt
  3. Hümmlinger Platt en Emsländisch
  4. Oldenburgs
    1. Jeverlands
    2. Noord-Oldenburgs
    3. Zuid-Oldenburgs

  5. Bremen-Verdens
  6. Noordhannovers
  7. Hamburger Platt
  8. Holsteins
  9. Sleeswijks
2. het Westfaals: Achterhoeks, Drents, Sallands, Zuid- en Midden-Drents, Stellingwerfs, Twents, Urkers, Veluws, Westerwolds, Bentumers, Zuidwest-Eemslands, Oostwestfaals, Zuidwestfaals, Münsterlands, West-Münsterlands
3. het Oostfaals
4. het Oost-Nederduits

De westelijke varianten (met name in Nederland, Oost-Friesland en Bentheim) zijn sinds de 17e eeuw sterk beïnvloed door de Nederlandse school- en kerktaal, de oostelijke varianten vooral door het Hoogduits.
Het Stellingwerfs wordt soms als Friso-Saksisch gezien en onder het Noord-Nedersaksisch ingedeeld. Een andere indeling is het Gelders-Overijssels los van het Westfaals. Dit Gelders-Overijssels bevat het Drents, Sallands, Urkers, Oost-Veluws en West-Veluws. Eventueel ook het Stellingwerfs. Deze term is niet hetzelfde als de term Gelders-Overijssels die, ondanks dezelfde naam, het Sallands en het niet Twents-Graafschapse deel van het Achterhoeks beslaat.
In de Liemers wordt een Nederfrankisch dialect gesproken met Nedersaksische invloeden; in de Gelderse Vallei wordt een Hollands-Nedersaksisch overgangsdialect gesproken, dat officieel tot het Nedersaksisch gerekend wordt. Zie ook hoofdstuk 'Varianten van het Nedersaksisch'.
In de middeleeuwen was het Nedersaksisch (Middelnederduits) een zeer prominente taal, die onder meer diende als officiële voertaal van de Hanze. De variant van Lübeck gold tot in de 16e eeuw als min of meer de standaard, mede omdat hier de belangrijkste boekdrukkers waren gevestigd. Het Oost-Nederlands werd op dezelfde manier beïnvloed door Deventer.
De invloed van het Nederduits op de Scandinavische talen was zelfs zo groot, dat deze talen sommige grammaticale eigenschappen verloren en daarnaast een groot deel van hun nieuwe woordenschat aan het Nedersaksisch c.q. het Nederduits ontleenden. Later werd Nedersaksisch/Nederduits, als 'lingua franca' en als schrijftaal, door het Hoogduits verdrongen.

## Varianten van het Nedersaksisch

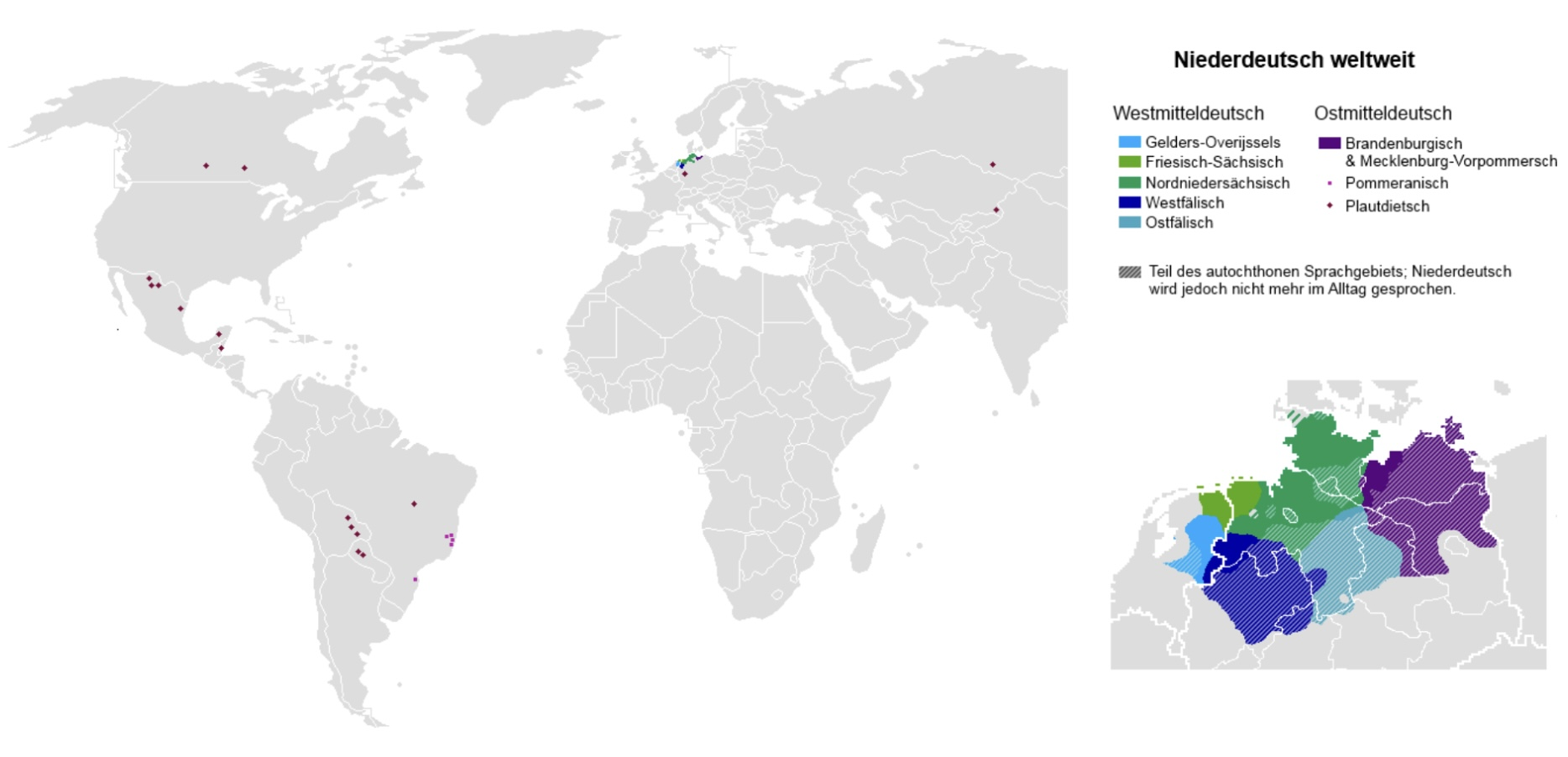
Verspreiding van het Nedersaksisch over de wereld

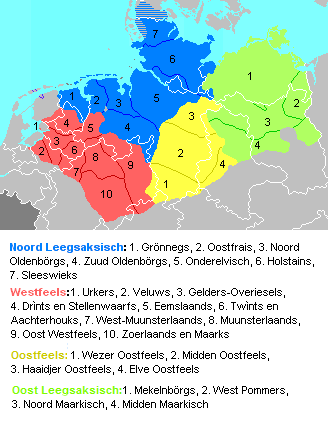
Indeling van het Nedersaksisch in Europa

Over de indeling van het Nedersaksisch bestaat geen eenstemmigheid. Bovendien lopen veel dialectgebieden over de grens door. Zo vormt het Gronings (met name het Oldambtsters) met het Oostfries één dialectgebied, het Twents en het Achterhoeks sluiten aan bij het Westfaals. Dit geldt ook voor provinciegrenzen. Zo wordt het Veenkoloniaals gesproken in de Groninger Veenkoloniën, maar ook in het noordelijke en oostelijke deel van de Drentse Veenkoloniën met daarbij onder andere de Drentse Monden. Dit wordt verklaard door de migratie van veenarbeiders vanuit Groningen. Van Barger-Compascuum en Zwartemeer tot en met Veenoord spreekt men varianten van het Zuid-Drents, veelal met invloeden vanuit Emsland. Interessant is ook het verschil tussen plaatsen waar men verwantschap zou verwachten door de naam; Weerdinge (Drents) en Nieuw-Weerdinge (Veenkoloniaals) of Schoonebeek (protestant-christelijk en Drents) en Nieuw-Schoonebeek (rooms-katholiek en Drents met veel Emslandse invloeden). Die invloeden zijn een gevolg van de immigratie van rooms-katholieke Emslanders in de 19de eeuw.

### Nederland

#### Dialectkaart van Jo Daan
De onderstaande indeling is gebaseerd op de dialectkaart van Jo Daan.

#### Toelichting
De indeling van Jo Daan wordt het meest gehanteerd door de Nedersaksische streektaalorganisaties. De indeling die door de meeste mensen gebruikt wordt, verschilt hier wel wat van. Zo wordt het Westerkwartiers tot het Gronings gerekend, het Twents-Graafschaps tot het Twents en de Gelders-Overijsselse dialecten worden als aparte dialecten beschouwd. Het Noord-, Midden- en Zuid-Drents worden vaak gezien als dialecten van het Drents.

#### Indeling

Het Nedersaksische taalgebied in Nederland

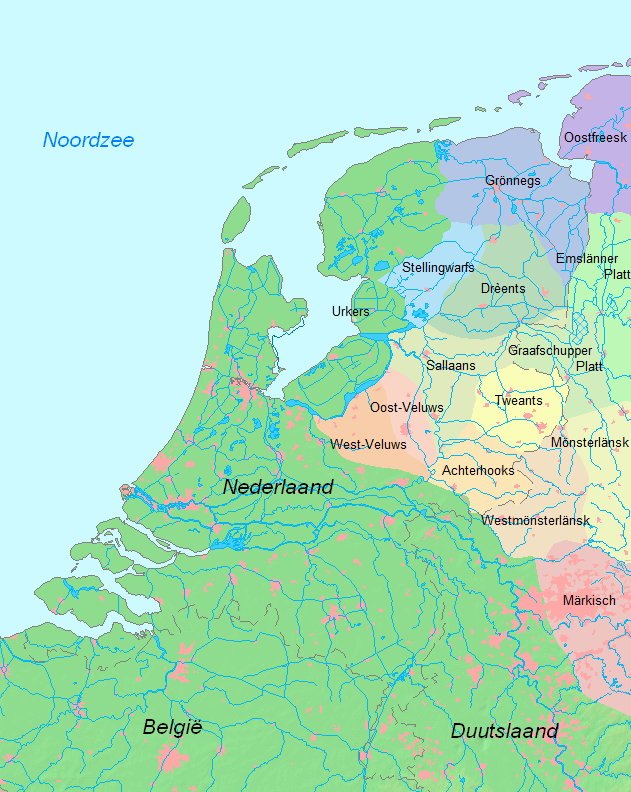
Indeling van het Nedersaksisch taalgebied in Nederland en aangrenzende gebieden in Duitsland

- Westerkwartiers
  - Kollumerpompsters
  - Kollumerlands
  - Middaglands
  - Midden-Westerkwartiers
  - Zuid-Westerkwartiers
- Gronings
  - Hogelandsters
  - Stadsgronings
  - Westerwolds
  - Veenkoloniaals
  - Oldambtsters
- Stellingwerfs
- Midden-Drents
- Zuid-Drents
  - Zuidoost Zand-Drents
  - Zuidoost Veen-Drents
  - Zuidwest Noord-Drents
  - Zuidwest Zuid-Drents
- Twents
- Twents-Graafschaps
- Gelders-Overijssels
  - Achterhoeks
  - Sallands
  - Urkers
- Veluws
  - Oost-Veluws
  - West-Veluws
    - oostelijk Eemlands

### Duitsland
- Oostfries Nedersaksisch
- Noord-Nedersaksisch
- Westfaals
  - West-Münsterlands
  - Münsterlands
  - Zuidwestfaals
  - Oostwestfaals
  - Eemslands
  - Bentumers
- Oostfaals

Uit onderzoek blijkt dat, ondanks het uit elkaar groeien van het Nederlands-Nedersaksisch en het Duits Nedersaksisch richting het Standaardnederlands en Hoogduits, de wederzijdse verstaanbaarheid niet per se aangetast wordt en dat de basis hetzelfde blijft.
Het Nedersaksische gebied is ongeveer het oude Saksische woongebied voor de tijd van voor de oostkolonisatie, dat wil dus zeggen tot aan oostelijk Holstein en de Elbe. Van daaruit verder naar het oosten is het Oost-Nederduitse gebied ontstaan, namelijk door de zogenaamde 'oostkolonisatie' in de middeleeuwen. Er is bij het ontstaan van die dialecten in en na de 12de eeuw weinig taalgoed van de oorspronkelijke Slavische bevolking meegenomen, met uitzondering van vele topografische namen. Tussen het Nedersaksisch en de oostelijke (Oost-Nederduitse) dialecten is overigens geen principiële grens te trekken.
Doordat er ook kolonisten uit streken ten westen van het Nedersaksisch gebied betrokken waren - zoals Vlamingen, Hollanders en Friezen - zijn er in sommige Oost-Nederduitse dialecten wel in engere zin 'Nederlandse' invloeden te bespeuren.
Het belangrijkste verschil tussen het Nedersaksisch en het Oost-Nederduits zijn te vinden in de uitgangen van werkwoorden in de onvoltooid tegenwoordige tijd (praesens).
Het Nedersaksisch heeft over het algemeen een uitgang op -et, het Oost-Nederduits op -en.
Bijvoorbeeld: wi, ji, se hebb(e)t in het Nedersaksisch, wi, ji, se hebben in het Oost-Nederduits.

## Enkele karakteristieken

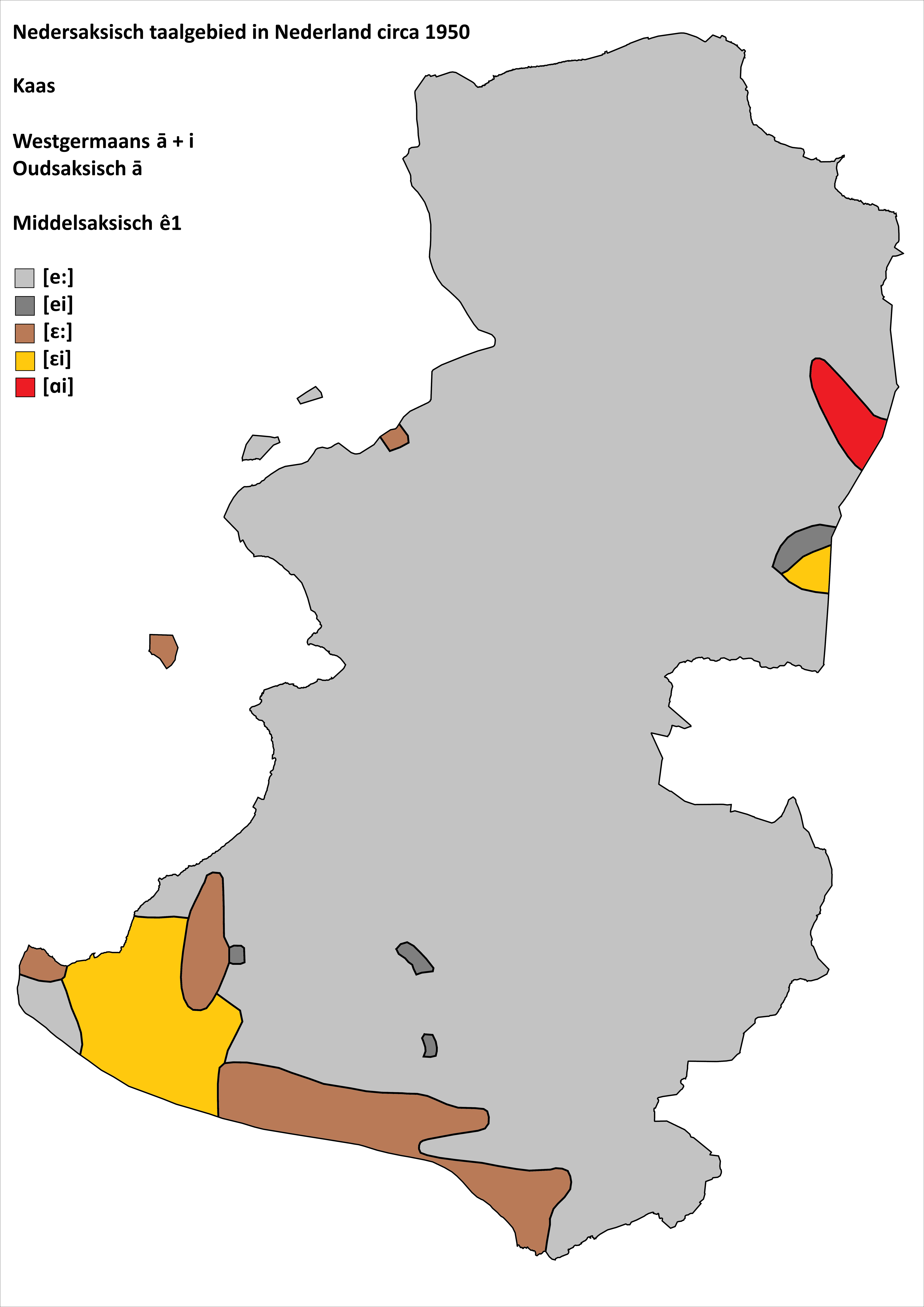
Het voorkomen van de Middelsaksische ê1 in het woord kaas in fonetisch schrift in het Nederlands Nedersaksisch van 1950 m.b.v. de RND

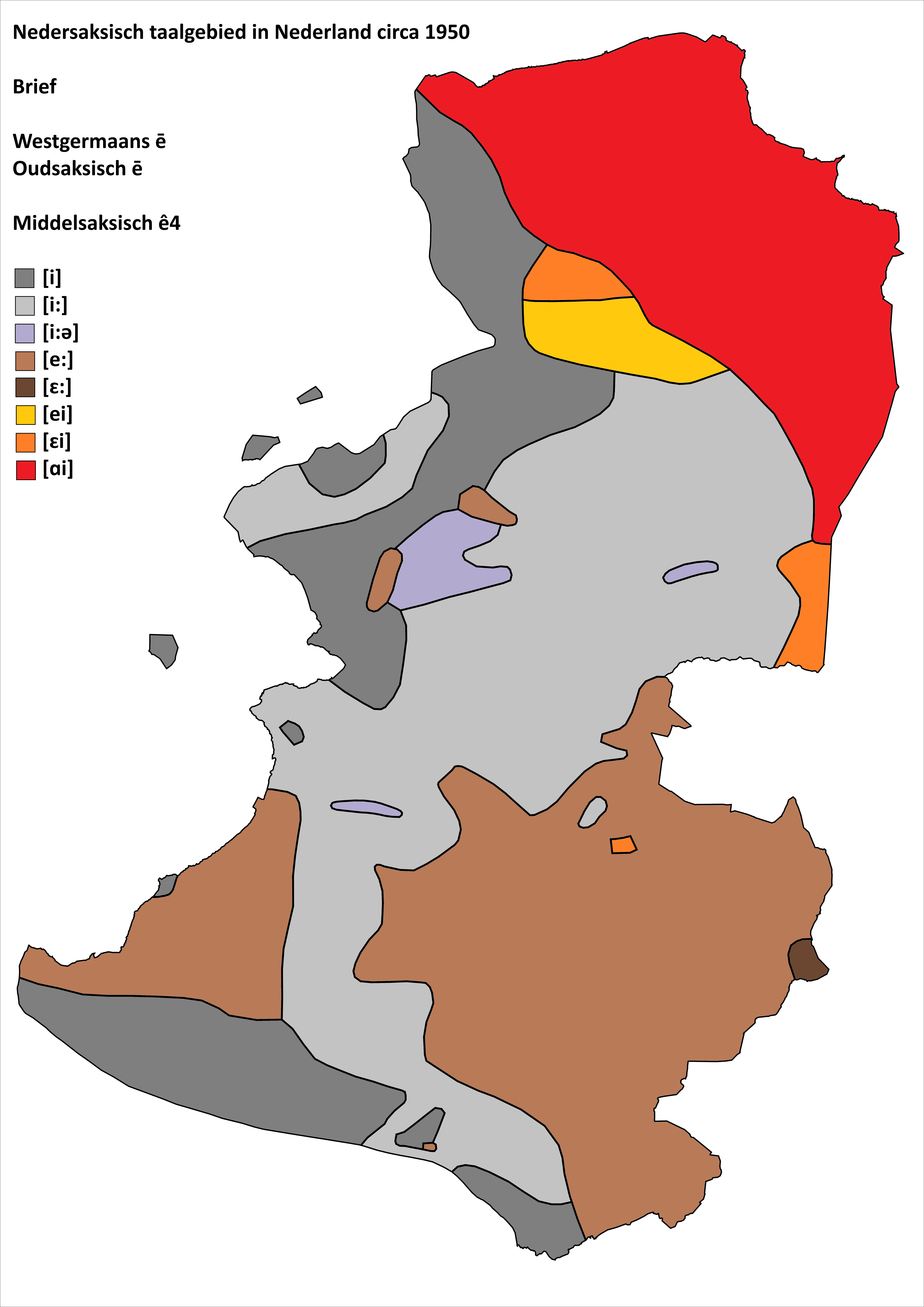
Het voorkomen van de Middelsaksische ê4 in het woord brief in fonetisch schrift in het Nederlands Nedersaksisch van 1950 m.b.v. de RND

(Noot: deze kenmerken zijn opgeschreven door een moedertaalspreker van het Sallands met Oost-Veluwse en Drentse wortels. Alles wat wordt genoemd is derhalve Nedersaksisch, maar hoeft niet voor alle dialecten te gelden (of zelfs maar een weergave van "zuiver" Sallands te zijn). Het Gronings vormt de grootste uitzondering op veel van deze regels en daarom wordt het vaak bij het Nederduits ingedeeld. 

### Fonetiek
- Behoud van de /l/ in -ol(d/t)- clusters waar het Nederlands diftongeert naar ou (old = oud, kold = koud, holt = hout, zie ook plaatsnamen als Holten, Oldenzaal en Steenwijkerwold). In het West-Veluws, maar ook in Kuinre, Blokzijl en Blankenham wordt echter de /ou/ gebruikt (koud, hout etc.)
- De in de middeleeuwen ook in het Nederlands nog aanwezige /i/ is niet gediftongeerd naar ij (kiekn = kijken), maar niet in alle woorden.[18]
- Een -n of -ng aan het eind van een lettergreep wordt genasaliseerd, wat wil zeggen dat de nasale medeklinker zelf niet echt wordt uitgesproken maar min of meer deel uitmaakt van de voorafgaande klanken, zoals dit op grote schaal in de geschiedenis van het Frans is gebeurd. Dit verschijnsel strekt zich ook uit tot gevallen als 'jaagn' (jagen), dat als /ja:əŋ(n)/ wordt uitgesproken
- Intervocalische z, g, v vallen weg met verlenging van de voorgaande klinker (wezen → wên, wagen → /wa:əŋ/, Deventer → Dêmter). Merk op dat de verdwenen medeklinker wel invloed uitgeoefend heeft op de medeklinker die volgt: de -n van 'wagen' wordt door de -g- een /ŋ/, de -n- van 'Deventer' wordt door de -v- een /m/.
- Nederlands 'er' → Nedersaksisch 'ar' of 'är' (barg = berg, karke = kerk); Nederlands 'ui' → Nedersaksisch 'uu' of 'oe' → (boek = buik, roete = ruit, uut = uit). Het Veluws (vooral het West-Veluws) geldt als uitzondering op deze regel, in plaats van de korte /a/-klank wordt de lange /aa/-klank gebruikt (baarg, kaark)
- Een -r- aan het eind van een woord of vóór een -t- verliest zijn stemhebbendheid en wordt tot een soort -h-, net als in het Duits en (Brits) Engels (sport → spoht, doar → /dɔːə/)

### Grammatica

#### Naamwoorden
- Vrouwelijke zelfstandige naamwoorden, vooral die met een eenlettergrepige stam, behouden in het enkelvoud een uitgang op -e (karke [v] vs. barg [m]). In het Veluws is dit niet het geval (kaark en baarg) in sommige dialecten zegt men echter wel 'schoele' of 'grege'.
- Zelfstandige naamwoorden met een o, oo of oe in de stam krijgen een umlaut in het verkleinwoord (hoed → huudtien of heudjen, hond → höndtien of hundjen, boek → buukien of beukske, bok → bökkien)
- Stoffelijke bijvoeglijke naamwoorden krijgen een umlaut (holt → höltn = hout, houten)

#### Voornaamwoorden
- Objectsvorm van het persoonlijk voornaamwoord wordt veelal gebruikt in plaats van 'zich' (hee wast 'm = hij wast zich)
- Net als in het Oudsaksisch en Oudengels wordt in sommige streken 'hee' voor zowel 'hij' als 'zij' (ev.) gebruikt. Dit kan soms tot verwarring leiden: wie wast wie in 'hee wast 'm'? Hij zich? Hij hem? Zij zich? Hij haar? Of zij hem?

#### Werkwoorden
- De onvoltooid tegenwoordige tijd van het regelmatige werkwoord gaat in de zuidelijke Nedersaksische dialecten uit op -t in alle personen behalve de eerste enkelvoud: ik warke, ie warkt, hee warkt; wy warkt, ule warkt, zy warkt (ik werk etc.).

In sommige dialecten is het ik wark, ie warken, hee warkt etc., hoorbaar in liedjes van Skik en Daniël Lohues. In de noordelijke dialecten is dit in de als eerste genoemde gevallen altijd -n. In het Gronings is het ik waark, doe waarkst, hai waarkt, wie waarken, joe waarken, sai waarken. Deze isoglosse heet Eenheids-pluralislijn of Rijn-IJssellinie.
- De infinitief kent altijd de uitgang -n (kykn = kijken), die onder invloed van de laatste medeklinker van de stam van het werkwoord kan worden uitgesproken als /m/ na een labiaal (loopn) of /ng/ na een gutturaal (jaegn)
- De derde persoon enkelvoud o.t.t. van een sterk werkwoord krijgt geen -t uitgang, maar wordt gevormd door de stamklinker te verkorten (kiekn → hee kik = hij kijkt)

### Vervoegingen
De schrijfwijze en uitspraak verschillen per voorbeeld.
| Werkwoorden                | Werkwoorden                | Werkwoorden        | Werkwoorden        | Breken  | Trekken | Doen | Gaan   | Helpen | Praten  | Willen | Komen   | Houden | Schreeuwen | Schelden | Beschrijven | Wassen   |
| -------------------------- | -------------------------- | ------------------ | ------------------ | ------- | ------- | ---- | ------ | ------ | ------- | ------ | ------- | ------ | ---------- | -------- | ----------- | -------- |
| Infinitief                 | Infinitief                 | Infinitief         | Infinitief         | briäken | täin    | doun | gaun   | helpen | küren   | willen | kwuomen | haulen | skräggen   | skäilen  | beskriieben | wasken   |
| Deelwoord                  | Tegenwoordige tijd         | Tegenwoordige tijd | Tegenwoordige tijd | briäken | täin    | doun | gaun   | helpen | küren   | willen | kwuomen | haulen | skräggen   | skäilen  | beskriieben | wasken   |
| Deelwoord                  | Verleden tijd              | Verleden tijd      | Verleden tijd      | bruoken | tuogen  | daun | gaun   | holpen | kürt    | wolt   | kwuom   | haulen | skrägget   | skuolen  | beskriben   | wasken   |
| Aantonende wijs/indicatief | Tegenwoordige tijd         | Enkelvoud          | 1e persoon         | briäke  | tee     | doo  | goo    | helpe  | küre    | will   | kwuome  | haule  | skrägge    | skäile   | beskriiewe  | waske    |
| Aantonende wijs/indicatief | Tegenwoordige tijd         | Enkelvoud          | 2e persoon         | bräks   | tüss    | döss | gäis   | helps  | kürs    | wüss   | kümms   | hölts  | skrägges   | skäils   | beskrifs    | waskes   |
| Aantonende wijs/indicatief | Tegenwoordige tijd         | Enkelvoud          | 3e persoon         | briäk   | tüt     | dött | gäit   | helpet | kürt    | will   | kümmp   | hölt   | skrägget   | skäilt   | beskrif     | wasket   |
| Aantonende wijs/indicatief | Tegenwoordige tijd         | Meervoud           | Meervoud           | briäket | teet    | doot | goot   | helpet | kürt    | willt  | kwuomet | hault  | skrägget   | skäilt   | beskriiewet | wasket   |
| Aantonende wijs/indicatief | Verleden tijd              | Enkelvoud          | 1e persoon         | broik   | toig    | dää  | göng   | hölp   | kürede  | woll   | kweimp  | hoilt  | skräggede  | skoilt   | beskreif    | waskede  |
| Aantonende wijs/indicatief | Verleden tijd              | Enkelvoud          | 2e persoon         | broiks  | toigs   | dääs | göngs  | hölpes | küredes | woss   | kweimps | hoilts | skräggedes | skoils   | beskreifs   | waskedes |
| Aantonende wijs/indicatief | Verleden tijd              | Enkelvoud          | 3e persoon         | broik   | toig    | dää  | göng   | hölp   | kürede  | woll   | kweimp  | hoilt  | skräggede  | skoilt   | beskreif    | waskede  |
| Aantonende wijs/indicatief | Verleden tijd              | Meervoud           | Meervoud           | broiken | toigen  | dään | göngen | hölpen | küreden | wollen | kweimen | hoilen | skräggeden | skoilen  | beskreiwen  | waskeden |
| Gebiedende wijs/imperatief | Gebiedende wijs/imperatief | Enkelvoud          | Enkelvoud          | briäk   | tee     | dot  | gong   | help   | kür     | wuss   | kwumm   | haul   | skrägge    | skäil    | beskriiew   | waske    |
| Gebiedende wijs/imperatief | Gebiedende wijs/imperatief | Meervoud           | Meervoud           | briäket | teet    | doot | goot   | helpet | kürt    | willt  | kwuomet | hault  | skrägget   | skäilt   | beskriiewet | wasket   |

| Werkwoorden                | Werkwoorden                | Werkwoorden        | Werkwoorden        | Breken  | Trekken | Doen   | Gaan   | Helpen | Praten  | Willen | Komen  | Houden | Schreeuwen | Schelden | Beschrijven | Wassen  |
| -------------------------- | -------------------------- | ------------------ | ------------------ | ------- | ------- | ------ | ------ | ------ | ------- | ------ | ------ | ------ | ---------- | -------- | ----------- | ------- |
| Infinitief                 | Infinitief                 | Infinitief         | Infinitief         | breken  | tehn    | doon   | gahn   | helpen | snacken | willen | kamen  | holen  | schre'en   | schellen | beschrieven | waschen |
| Deelwoord                  | Tegenwoordige tijd         | Tegenwoordige tijd | Tegenwoordige tijd | breken  | tehn    | doon   | gahn   | helpen | snacken | willen | kamen  | holen  | schre'en   | schellen | beschrieven | waschen |
| Deelwoord                  | Verleden tijd              | Verleden tijd      | Verleden tijd      | braken  | tagen   | dahn   | gahn   | hulpen | snackt  | wullt  | kamen  | holen  | schreet    | schlellt | beschreven  | wuschen |
| Aantonende wijs/indicatief | Tegenwoordige tijd         | Enkelvoud          | 1e persoon         | breek   | teh     | do     | gah    | help   | snack   | will   | kaam   | hool   | schree     | schell   | beschriev   | wasch   |
| Aantonende wijs/indicatief | Tegenwoordige tijd         | Enkelvoud          | 2e persoon         | brickst | tühst   | deist  | geihst | helpst | snackst | willst | kummst | höllst | schreest   | schellst | beschriffst | waschst |
| Aantonende wijs/indicatief | Tegenwoordige tijd         | Enkelvoud          | 3e persoon         | brickt  | tüht    | deit   | geiht  | helpt  | snackt  | will   | kummt  | höllt  | schreet    | schellt  | beschrifft  | wascht  |
| Aantonende wijs/indicatief | Tegenwoordige tijd         | Meervoud           | Meervoud           | breekt  | teht    | doon   | gaht   | helpt  | snackt  | wölt   | kaamt  | hoolt  | schreet    | schellt  | beschrievt  | wascht  |
| Aantonende wijs/indicatief | Verleden tijd              | Enkelvoud          | 1e persoon         | bröök   | töög    | deed   | güng   | hölp   | snack   | wull   | keem   | höölen | schree     | schell   | beschreev   | wüsch   |
| Aantonende wijs/indicatief | Verleden tijd              | Enkelvoud          | 2e persoon         | bröökst | töögst  | deedst | güngst | hölpst | snackst | wullst | keemst | höölst | schreest   | schellst | beschreevst | wüschst |
| Aantonende wijs/indicatief | Verleden tijd              | Enkelvoud          | 3e persoon         | bröök   | töög    | deed   | güng   | hölp   | snack   | wull   | keem   | hööl   | schree     | schell   | beschreev   | wüsch   |
| Aantonende wijs/indicatief | Verleden tijd              | Meervoud           | Meervoud           | bröken  | tögen   | deden  | güngen | hölpen | snacken | wullen | kemen  | hölen  | schreen    | schellen | beschreven  | wüschen |
| Gebiedende wijs/imperatief | Gebiedende wijs/imperatief | Enkelvoud          | Enkelvoud          | breek   | teh     | do     | gah    | help   | snack   | will   | kaam   | hool   | schree     | schell   | beschriev   | wasch   |
| Gebiedende wijs/imperatief | Gebiedende wijs/imperatief | Meervoud           | Meervoud           | breekt  | teht    | doot   | gaht   | helpt  | snackt  | wöölt  | kamt   | hoolt  | schreet    | schellt  | beschrievt  | wascht  |

| Werkwoorden                | Werkwoorden                | Werkwoorden        | Werkwoorden        | Breken  | Doen  | Gaan   | Helpen  | Willen | Houden  | Wassen  | Bijten  | Bergen   | Werken   | Blijven   | Vissen    |
| -------------------------- | -------------------------- | ------------------ | ------------------ | ------- | ----- | ------ | ------- | ------ | ------- | ------- | ------- | -------- | -------- | --------- | --------- |
| Infinitief                 | Infinitief                 | Infinitief         | Infinitief         | bräken  | dòůn  | góón   | helpen  | wilen  | hoolen  | wasken  | biiten  | baigen   | waiken   | biieven   | visken    |
| Deelwoord                  | Tegenwoordige tijd         | Tegenwoordige tijd | Tegenwoordige tijd | bräkend | dòůnd | góónd  | helpend | wilend | hoolend | waskend | biitend | baigend  | waikend  | biievend  | viskend   |
| Deelwoord                  | Verleden tijd              | Verleden tijd      | Verleden tijd      | ebräken | edòòn | egóón  | ehölpen | ewilt  | ehoolen | ewösken | ebjiten | ebjörgen | ewaiket  | ebiievet  | evisket   |
| Aantonende wijs/indicatief | Tegenwoordige tijd         | Enkelvoud          | 1e persoon         | bräke   | dòůe  | góó    | helpe   | wil    | hoole   | waske   | biite   | baige    | waike    | biieve    | viske     |
| Aantonende wijs/indicatief | Tegenwoordige tijd         | Enkelvoud          | 2e persoon         | brekst  | dòůst | geist  | helpst  | wist   | hóólst  | waskest | bitst   | baigst   | waikst   | biievst   | viskest   |
| Aantonende wijs/indicatief | Tegenwoordige tijd         | Enkelvoud          | 3e persoon         | brekt   | dòůn  | geiht  | helpt   | wil    | hóólt   | wasket  | bit     | baigt    | waikt    | biievt    | visket    |
| Aantonende wijs/indicatief | Tegenwoordige tijd         | Meervoud           | Meervoud           | bräkt   | dòůt  | góót   | helpt   | wilt   | hoolt   | wasket  | biitt   | baigt    | waikt    | biievt    | visket    |
| Aantonende wijs/indicatief | Verleden tijd              | Enkelvoud          | 1e persoon         | brak    | dee   | göng   | hölp    | wól    | höül    | wöske   | bjet    | björg    | waiken   | biievde   | viskede   |
| Aantonende wijs/indicatief | Verleden tijd              | Enkelvoud          | 2e persoon         | brakst  | deest | göngst | hölpst  | wóst   | höülst  | wöskest | bjetst  | björgst  | waikenst | biievdest | viskedest |
| Aantonende wijs/indicatief | Verleden tijd              | Enkelvoud          | 3e persoon         | brak    | dee   | göng   | hölp    | wól    | höül    | wöske   | bjet    | bjrörg   | waiken   | biievde   | viskede   |
| Aantonende wijs/indicatief | Verleden tijd              | Meervoud           | Meervoud           | brakken | deen  | göngen | hölpen  | wólen  | höülen  | wösken  | bjeten  | björgen  | waiken   | biievden  | viskeden  |
| Gebiedende wijs/imperatief | Gebiedende wijs/imperatief | Enkelvoud          | Enkelvoud          | bräk    | dòůe  | góó    | help    | ?      | hoole   | waske   | biite   | baige    | waike    | biieve    | viske     |
| Gebiedende wijs/imperatief | Gebiedende wijs/imperatief | Meervoud           | Meervoud           | bräkt   | dòůt  | góót   | helpt   | wilt   | hoolt   | wasket  | biitet  | baigt    | waikt    | biievt    | visket    |

| Werkwoord                  | Werkwoord          | Werkwoord     | Werkwoord     | Breken  | Hebben | Willen | Maken  | Gebruiken | Roepen | Schreeuwen |
| -------------------------- | ------------------ | ------------- | ------------- | ------- | ------ | ------ | ------ | --------- | ------ | ---------- |
| Infinitief                 | Infinitief         | Infinitief    | Infinitief    | breeka  | häwa   | wila   | måka   | bruuka    | raupa  | srijga     |
| Deelwoord                  | Verleden tijd      | Verleden tijd | Verleden tijd | brooka  | hat    | wud    | måkt   | bruukt    | roopa  | sreega     |
| Aantonende wijs/indicatief | Tegenwoordige tijd | Enkelvoud     | 1e persoon    | breek   | häw    | wil    | måk    | bruuk     | raup   | srijg      |
| Aantonende wijs/indicatief | Tegenwoordige tijd | Enkelvoud     | 2e persoon    | breekst | häst   | wist   | mökst  | bruukst   | raupst | srigst     |
| Aantonende wijs/indicatief | Tegenwoordige tijd | Enkelvoud     | 3e persoon    | breekt  | hät    | wil    | mök    | bruukt    | raupt  | srijgt     |
| Aantonende wijs/indicatief | Tegenwoordige tijd | Meervoud      | Meervoud      | breeka  | häwa   | wila   | måka   | bruuka    | raupa  | srijga     |
| Aantonende wijs/indicatief | Verleden tijd      | Enkelvoud     | 1e persoon    | braik   | haar   | wu     | maik   | brüükt    | raip   | sreig      |
| Aantonende wijs/indicatief | Verleden tijd      | Enkelvoud     | 2e persoon    | braikst | haast  | wust   | maikst | brüükst   | raipst | sreigst    |
| Aantonende wijs/indicatief | Verleden tijd      | Enkelvoud     | 3e persoon    | braik   | haar   | wu     | maik   | brüükt    | raip   | sreigt     |
| Aantonende wijs/indicatief | Verleden tijd      | Meervoud      | Meervoud      | braika  | haara  | wula   | maika  | brüüka    | raipa  | sreiga     |

## Migratie
Het gebruik van het Nedersaksisch maakt de migratie van de Saksen naar (het latere) Noord- en Oost-Nederland zichtbaar. Waar de Friezen met name de kuststreken bevolkten en niet landinwaarts trokken, kwamen de Saksen vanuit het binnenland richting de rijke kust- en deltastreken. Ze vestigden zich vooral als boerengemeenschappen.

## Invloed op andere talen
In feite ontwikkelden zich in de middeleeuwen drie algemene communicatietalen in het Duits-Nederlandse dialectcontinuüm:
1. Hoogduits (waarvoor de Duitse dialecten van de huidige deelstaten Saksen en Thüringen en de dialecten in het noorden van Bohemen toonaangevend waren),
2. Nederlands (met aanvankelijk Brabants als toonaangevend dialect) en
3. Middelnederduits (met het dialect van Lübeck waarschijnlijk als toonaangevende variant)

Het is hierbij verwarrend dat de naam 'Nederduitsch' destijds zowel voor de tweede als de derde variant werd gebruikt.

Sinds de publicatie van de Bijbelvertaling van Luther in het Hoogduits, begon het Middelnederduits allengs te wijken voor het Hoogduits.

In de 16e eeuw werd in de oostelijke delen van Nederland ook wel een tussenvorm tussen Nedersaksisch en (Vlaams-Brabants) 'Nederdietsch' gepropageerd, onder de naam van 'Oostersch', maar deze taalvorm kon de concurrentie met het Nederlands niet aan.
Het Nedersaksisch behield tot na de middeleeuwen een zekere expansiekracht. Zo gingen omstreeks 1500 de tevoren Friese dialecten sprekende Groningse Ommelanden, onder invloed van de van oudsher Nedersaksische stad Groningen, over op het Nedersaksisch. Een soortgelijk proces herhaalde zich minder dan een eeuw later in Oost-Friesland. Deze expansiekracht was het gevolg van de economische en politieke kracht van de Hanze, waar grotere steden in het gebied zoals Groningen, Oldenburg en Bremen deel van uitmaakten.
Tot in de 19e eeuw werd het Nedersaksisch nog in Estland gesproken (onder andere Tallinn), mogelijk zelfs tot in de vroege 20e eeuw. Met de verdrijving van Duitsers na 1945 verdween het Nedersaksische taalgebied ten oosten van de hedendaagse Duits-Poolse grens.
Ongeveer 15% van de leenwoorden in het Estisch komen uit het Nedersaksisch. Daarnaast zijn het Lets, Litouws en Fins duidelijk beïnvloed.

### Invloed op Scandinavische talen
In de late middeleeuwen (Hanze) oefende het Nedersaksisch (Middelnederduits) een grote invloed uit op het Deens, het Zweeds en het Noors, wat er mede toe heeft bijgedragen dat deze talen voor Nederlands- en Duitstaligen nog tamelijk gemakkelijk aan te leren zijn. Geschat wordt dat een gesprek tussen twee Noren binnen twee tot drie minuten een leenwoord uit het Nedersaksisch bevat. Handelaren, ambachtslieden en invloedrijke personen vestigden zich in kolonies in Scandinavië. Zo bestonden er in de middeleeuwen bijvoorbeeld ruim vijftienhonderd leenwoorden in het Deens die voor het overgrote deel uit het Middelnederduits en dus vaak ook uit het toenmalige Nedersaksisch afkomstig waren. Deze invloed kwam op vanaf de 11e eeuw en was het sterkst in de 13e, 14e en de eerste helft van de 15e eeuw. Daarna nam de invloed af omdat de macht van de Hanze afnam en het Middelnederduits dientengevolge steeds meer verdrongen werd door het Hoogduits dat in die jaren de officiële taal van bestuur, onderwijs en kerk in het noorden van het Duitse Rijk werd.
Van de 500 vaakst gebruikte woorden in het Deens zijn er 100 leenwoorden uit het Middelnederduits afkomstig. In standaardteksten van hedendaags Deens is 16-17% van de woordenschat een leenwoord uit het Middelnederduits. Circa 25% van de totale woordenschat van het Deens, Zweeds en Noors is van Middelnederduitse herkomst. Andere schattingen gaan tot 30% of zelfs 55 tot 60%. Scandinavist Didrik Arup Seip benoemt dat een conversatie tussen twee Noren al binnen enkele minuten een leenwoord uit het Nederduits bevat (zonder dat de sprekers het zelf beseffen). Daarnaast heeft het Middelnederduits uitgangen van woorden beïnvloed of nieuwe geïntroduceerd. Voorbeelden betreffen be-, for-, bi-, an en -aktig, -heit en -inne. Verder was er invloed op voornamen vanuit het Middelnederduits. Voorbeelden betreffen de voornamen Henrik, Frerik, Kristian, Otto en Kristoffer. Vooral in Bergen, een belangrijke plaats ten tijde van de Hanze, werden Middelnederduitse namen vaker gebruikt ten opzichte van de rest van West-Noorwegen. Vrouwelijke voornamen uit het Middelnederduits werden minder geleend en gebruikt. Bepaalde plaatsnamen in het zuidwesten van Noorwegen lijken Middelnederduits te zijn of daardoor beïnvloed. Hellquist (1930) vermeldde de Middelnederduitse invloed als zodanig dat, indien Gustaaf I van Zweden niet de onafhankelijke positie van Zweden herwonnen had en de Reformatie niet zo'n sterk nationaal karakter qua taal had, het Zweeds zich mogelijk in een vorm van het Nedersaksisch had kunnen ontwikkelen.
De Middelnederduitse invloed valt samen met het verlies van het naamvallensysteem en de ontwikkeling van een synthetische taal naar analytische taal, belangrijke veranderingen in de Scandinavische talen ten tijde van de late middeleeuwen. Sommige veranderingen zoals het ontbreken van u-umlaut (strand vs strond) en de verandering van drie naar twee woordgeslachten kunnen beschreven worden als dialectnivellering. De speciale positie van Bergen als dialecteiland in het Noord-Germaanse dialect continuüm kan mogelijk voor een deel beïnvloed zijn door het Middelnederduits. Het Bergensk kent geen u-umlaut, heeft geen e-apocope (kaste vs. kast), verlengde medeklinkers in plaats van verlengde klinkers (venn vs ven), het ontbreken van i-umlaut in de tegenwoordige tijd van sterke werkwoorden (kommer vs kjem), monoftongering (øga vs auga) en twee woordgeslachten in plaats van drie. Sommige van deze veranderingen zoals onder andere de sin-genitief, de verandering van drie naar twee woordgeslachten, te als markering van het infinitief en de -et uitgang in het verleden tijd van zwakke werkwoorden waren al begonnen voor het hoogtepunt van de Hanze.
De sin-genitief (mannen sin hatt, de man zijn hoed) wordt vooral gebruikt in de dialecten van Noord, Midden en West-Noorwegen en is geleend uit het gesproken Middelnederduits. De sin-genitief is bezig met een opmars in de dialecten van Oost-Noorwegen en geschreven Noors, vooral in informeel taalgebruik.

#### Communicatie tussen sprekers van het Middelnederduits en de Scandinavische talen
Er bestaan verschillende theorieën over de communicatie tussen sprekers van het Middelnederduits en de Scandinavische talen. In de jaren 50 en 60 werd gesuggereerd dat een pidgin of mengtaal gebruikt zou worden als Lingua franca bij onderlinge communicatie vanwege de verschillen tussen de talen. Vanaf de jaren 90 kwam de gedachte op dat er sprake was van semi-communicatie of passieve of receptieve tweetaligheid. Vanwege de verwantschap en gelijkenissen tussen de (dialecten van de) talen verstond men elkaar in grote mate bij het gebruik van de eigen taal. Hier en daar moest men zich het eigen taalgebruik echter aanpassen aan de ander. Zo werden er veel woorden gebruikt die aanwezig waren in beide talen. Berg (2016) vermeldt dat aan het begin van de 16e eeuw de onderlinge verstaanbaarheid waarschijnlijk beperkt was en er sprake was van codewisseling en actieve tweetaligheid, wat indiceert dat sprekers de Scandinavische talen en het Middelnederduits als verschillende talen beschouwden. Verder zouden sprekers van de Noord-Germaanse talen het Middelnederduits beter verstaan dan andersom. Verzonden (Oud)zweedse brieven uit Zweden naar het hedendaagse Tallinn ten tijde van de Hanze werden vertaald naar het Middelnederduits maar niet andersom. Dit illustreert statusverschil tussen de twee talen, maar ook het feit dat de wederzijdse verstaanbaarheid niet dusdanig groot was dat kennis van een van de twee talen genoeg was om de andere taal te begrijpen. In dit geval zonder veel blootstelling aan het Zweeds in Tallinn. Vanwege meer blootstelling aan het Zweeds ging het Middelnederduitse scribenten in Zweden beter af met het Zweeds.

### Invloed op het Westerlauwers Fries
De Friese stijgende diftongen "uo", [ṷo] en "oa", [ṷa] na de medeklinkers b, p, f en m worden uitgesproken als "ja", [ja] en "jo", [jo] in delen van het Woudfriese gebied. "boartsje" klinkt daardoor als "bjatsje" en "fuotten" als "fjotten." Dit gebeurt echter niet bij elk woord met deze stijgende diftongen en de daaropvolgende vier medeklinkers. Het fonologische verschijnsel komt ook niet in het gehele Woudfriese gebied voor, maar met name in de laagveenstreek.
Deze ontwikkeling komt waarschijnlijk door Stellingwerfs Nedersaksischtalige verveners (Gietersen), die overschakelden van het Nedersaksisch op het Fries. Een andere invloed is bijvoorbeeld de uitspraak van -oa- in skoalle als [ʋa],  in plaats van als [ṷa]. Daarnaast is de woordenschat eveneens in zekere mate beïnvloed.

### Invloed van het Middelnederduits en Nedersaksisch op Slavische talen
Hieronder wordt het Nedersaksisch in de breedste zin gebruikt, dat is inclusief het Oost-Nederduits.
De woordenschat en de grammatica van het Kasjoebisch hebben een grote invloed ondergaan van het Middelnederduits, onder andere door taalcontact via de Oostkolonisatie. Voorbeelden zijn het gebruik van miec (hebben) en bëc (zijn) bij bepaalde werkwoordtijden. De noordelijke Kasjoebische dialecten hebben een grotere Nedersaksische invloed op de woordenschat dan de zuidelijke Kasjoebische dialecten. De uitspraak van bepaalde woorden is eveneens beïnvloed door het Middelnederduits/Nedersaksisch. Het samenvallen van de ł met l wordt toegeschreven aan Nedersaksische invloed. Met het vertrek van Duitstaligen na 1945 is er geen contact meer tussen het Nedersaksisch en het Kasjoebisch. Nedersaksische leenwoorden met een Middelhoogduitse leenwoord als equivalent in het Pools worden vaak vervangen door het Middelhoogduitse Poolse leenwoord. Oudere Nedersaksische leenwoorden zijn echter behouden gebleven omdat ze niet herkend worden als 'vreemd' en gezien worden als karakteristiek voor het Kasjoebisch.
Met het opgang komen van de Oostkolonisatie en de invloed van de Hanze begon de beïnvloeding en verdringing van de Slavische talen door het Middelnederduits in het huidige noordelijke deel van Oost-Duitsland en het noorden van Polen. Dit kwam vanaf ongeveer de 12e eeuw op gang. Vanaf de 14e en 15e eeuw nam de invloed van het Middelnederduits toe op het Kasjoebisch, Sorbisch en het Polabisch. Vanaf ongeveer de 16e eeuw was er enkel nog contact met het Kasjoebisch, Polabisch en de noordelijke Poolse dialecten. Met de neergang van de Hanze nam de invloed van het Middelnederduits/Nedersaksisch af, vooral na de 17e eeuw. Het Polabisch heeft eveneens een grote invloed ondergaan van het Nedersaksisch op de woordenschat. Het Nedersorbisch en de noordelijke Poolse dialecten hebben een minder grote lexicale invloed ondergaan. Enkele leenwoorden bestaan daarnaast ook in het gestandaardiseerde Pools en in het Russisch.

## Vitaliteit en aantal sprekers

### Aantal sprekers Nederland
De Nedersaksische streektaal werd in 1995 door 35% van de volwassenen gesproken, en 7% van de kinderen sprak deze taal met vrienden en vriendinnen. In 2011 was dat 15%, respectievelijk 0,85%; zie tabel 2. Deze cijfers verschillen aanzienlijk met de cijfers uit een soortgelijk onderzoek uit 2005, waaruit bleek dat in het onderzochte gebied 29,2% thuis uitsluitend Nedersaksisch sprak en 47,9% zowel Nedersaksisch als Nederlands. 71% zou nog Nedersaksisch kunnen spreken en 53% sprak het thuis ook. Zie tabel 3. De afname van sprekersaantallen vindt in vrijwel alle Nedersaksische streektalen plaats. Miskenning en imago-schaamte, met maatschappelijke achterstand als schrikbeeld, deden decennialang veel sprekers besluiten om alleen Algemeen Nederlands tegen hun kinderen te spreken. Opmerkelijk genoeg in dit verband gold dit ook voor degenen die zich later hard maakten voor het behoud van de streektaal. De rol van de streektaal als gemeenschapstaal in de dorpen en steden (stadswijken) loopt terug, met als belangrijkste oorzaken het negatieve beeld dat men heeft van de streektaal en migratie. Vroeger werden de weinige nieuwelingen in de dorps- of streektaal geassimileerd, tegenwoordig drukken de in eigen omgeving tot minderheid teruggebrachte sprekers van de streektaal zich meer en meer in het AN uit. Ook de verschuiving van het dialect tot regiolect speelt een rol in het proces van teloorgang. Kinderen worden vaak in het Nederlands opgevoed, terwijl onderling Nedersaksisch gepraat wordt. Ook in contact met de grootouders wordt vaak in het Nederlands geantwoord, terwijl de grootouders zelf in het Nedersaksisch communiceren. Het Nedersaksisch wordt wel verstaan, maar meestal zonder dat de toehoorder de capaciteit heeft om deze taal zelf te kunnen spreken; een "luistertaal".
| Provincie     | Nedersaksisch | Nederlands | Anders |
| ------------- | ------------- | ---------- | ------ |
| Drenthe       | 31,3%         | 65,0%      | 3,7%   |
| Groningen     | 25,5%         | 67,7%      | 6,8%   |
| Overijssel    | 23,6%         | 67,9%      | 8,5%   |
| Gelderland    | 10,2%         | 81,1%      | 8,7%   |
| Friesland     | 2,8%          | 50,2%      | 47,0%  |
| Flevoland     | 1,1%          | 86,5%      | 12,4%  |
| Utrecht       | 0,7%          | 91,2%      | 8,1%   |
| Noord-Holland | 0,2%          | 84,9%      | 14,9%  |
| Limburg       | 0,2%          | 46,0%      | 53,8%  |
| Noord-Brabant | 0,1%          | 68,7%      | 31,2%  |
| Zuid-Holland  | 0,1%          | 86,4%      | 13,5%  |
| Zeeland       | 0,0%          | 60,9%      | 39,1%  |

| Gebieden         | Aantal sprekers thuis | Aantal sprekers totaal | Percentage aantal sprekers totaal | Percentage zeer goed + goed | Percentage zeer goed |
| ---------------- | --------------------- | ---------------------- | --------------------------------- | --------------------------- | -------------------- |
| Groningen        | 262.000               | 446.400                | 77,7%                             | 60,9%                       | 40,5%                |
| Twente           | 334.200               | 412.800                | 76,1%                             | 52,6%                       | 30,2%                |
| West-Overijssel  | 326.100               | 378.500                | 73,0%                             | 58,8%                       | 34,5%                |
| Drenthe          | 255.200               | 369.600                | 76,6%                             | 59,8%                       | 40,9%                |
| Achterhoek       | 211.000               | 258.400                | 73,0%                             | 57,9%                       | 42,1%                |
| Veluwe           | 174.800               | 229.600                | 48,6%                             | 33,0%                       | 14,9%                |
| Steenwijkerland  | 21.100                | 29.000                 | 67,4%                             | 48,1%                       | 23,5%                |
| Weststellingwerf | 13.800                | 16.800                 | 64,6%                             | 48,1%                       | 33,0%                |
| Ooststellingwerf | 6.400                 | 10.500                 | 48,8%                             | 30,1%                       | 18,4%                |
| Totaal           | ≈1,6 miljoen          | ≈2,15 miljoen          | 70,9%                             |                             |                      |

* Enkel autochtoon Nedersaksisch, exclusief allochtoon Nedersaksisch, bijvoorbeeld Gronings in Ooststellingwerf.
|                    | 1995 | 1997 | 1999 | 2001 | 2003 | 2011 |
| ------------------ | ---- | ---- | ---- | ---- | ---- | ---- |
| Ouders             | 34%  | 28%  | 30%  | 24%  | 28%  | 15%  |
| Kind-moeder        | 7%   | 6%   | 6%   | 5%   | 5%   | 1%   |
| Kind-vader         | 8%   | 7%   | 7%   | 6%   | 6%   | 2%   |
| Kind-broers/zussen | 7%   | 6%   | 6%   | 5%   | 4%   | 1%   |
| Kind-vrienden      | 6%   | 5%   | 6%   | 5%   | 4%   | 1%   |

#### Overijssel
Uit een groep van 141 middelbare scholieren in Steenwijk die in 2015 in de tweede en vierde klas van mavo, havo en vwo zaten gaf ongeveer 56% zelf aan de regionale taal of elementen uit die taal te gebruiken. Het meest deden ze dit met de grootouders (46,1%), vervolgens op Whatsapp (31,2%) en daarna met de ouders (26,2%). Tussen de verschillende klassen was veel variatie te zien; met name in mavo 4 werd de regionale taal of elementen daarvan gebruikt.
Rondom 1980 gaf 89,4% de inwoners van Hellendoorn en de omliggende agrarische buurtschappen aan het Nedersaksisch te beheersen. In de nieuwbouwwijken, waar meer mensen van buiten woonden, gaf 85,2% en 65% op scholen aan deze taal te beheersen. In de buurtschappen lag dit een stuk hoger, met 92% tot 96%. In de buurtschappen waren de personen die geen Nedersaksisch kenden (4-8%) vrijwel uitsluitend 'import van ver.'  Het percentage sprekers bedroeg bij elke leeftijdscategorie boven de 40 boven de 90%. In de groep van 30 tot 40 daalde dit naar 87% en naar 80% bij de groep onder de 30. In de buurtschappen sprak 92% en 96% van de kinderen van ouders Nedersaksisch. Ook kinderen uit gezinnen van buiten namen hier de taal over. In het dorp zelf bedroeg het aantal Nedersaksisch sprekende kinderen ongeveer 68%, waarbij circa 90% van de ouders Nedersaksisch kende. De vermindering van overdracht was het sterkst bij de lagere inkomensgroepen, bij de middenstand (ambtenaren, zelfstandigen, etc) vrij constant. De generatie boven de 50 (geboortedatum vóór 1930) had voor 90% haar kinderen in het Nedersaksisch opgevoed. Bij de 40- tot 50-jarigen (1930-1940) sprak 74% van de kinderen Nedersaksisch. Binnen de groep van 30 tot 40 (geboren 1940-1950) sprak 87% deze taal, bij hun kinderen was dit nog maar 58%.

#### Drenthe
In een enquête uit 2018 op negen verschillende Drentse middelbare scholen onder 376 middelbare scholieren uit klas 1 en 2 die op vmbo-basis lwoo, vmbo-basis en vmbo-kader zaten gaf 20,0% aan de regionale taal volledig te beheersen. 48,4% gaf aan de regionale taal enigszins te kennen, en 31,6% gaf aan de regionale taal helemaal niet te kennen. 68,4% gaf dus aan affiniteit met het Drents te hebben. 93,8% van de Drentssprekenden was opgegroeid in de provincie Drenthe tegenover 85,7% van de niet-Drentstaligen. Na het invullen van een vragenlijst scoorde 28,0% in de categorie 'proficient user', 49,8% in de categorie 'independent user' en 22,2% scoorde in de categorie 'basic user.' Zie tabel 4.
|                           | Percentage | Tweetalig met Drents opgegroeid? |  | Score naar categorie | Percentage |
| ------------------------- | ---------- | -------------------------------- |  | -------------------- | ---------- |
| Spreekt volledig Drents   | 20,0%      | 82%                              |  | Proficient user      | 28,0%      |
| Spreekt een beetje Drents | 48,4%      | 51%                              |  | Independent user     | 49,8%      |
| Spreekt geen Drents       | 31,6%      | 29%                              |  | Basic user           | 22,2%      |

#### Friesland
In Ooststellingwerf bedroeg het percentage kinderen dat onderling "streektalen" gebruikte in 2019 2,6% en in Weststellingwerf 5,4%.

### Aantal sprekers Duitsland
Na het vertrek van Duitstaligen uit Polen na 1945 nam het verspreidingsgebied van het Nedersaksisch flink af en hield het dialectcontinuüm van het Oost-Pommers, Nederpruisisch en Marks-Brandenburgs ten oosten van de hedendaagse Duits-Poolse grens op te bestaan. Het Oost-Pommers heeft echter nog wel sprekers in Latijns-Amerika.
In Duitsland zou het aantal sprekers van het Nedersaksisch in 2016 bijna 5 miljoen hebben bedragen, onderverdeeld naar 'goed' en/of 'zeer goed' kunnen spreken. In het hele Nedersaksische gebied zou 15,7% het nog kunnen spreken, variërend van 2,8% in Brandenburg tot 24,5% in Sleeswijk-Holsteen. Circa 2,2 miljoen mensen zouden het Nedersaksisch nog zeer goed kunnen spreken. In 2007 zou dat 14,3% zijn, terwijl het in 1984 nog 35% was. Het percentage sprekers die het Nedersaksisch 'zeer goed', 'goed' respectievelijk 'matig' actief beheersten bedroeg in de jaren 2007 en 2016 37,7% en 32,4%.
| Gebied                   | Zeer goed | Goed  | Matig | Een paar woorden | Niet  | Zeer goed + goed | Zeer goed + goed + matig |
| ------------------------ | --------- | ----- | ----- | ---------------- | ----- | ---------------- | ------------------------ |
| Sleeswijk-Holstein       | 16,5%     | 8,0%  | 24,6% | 26,8%            | 24,2% | 24,5%            | 49,1%                    |
| Hannover                 | 3,2%      | 6,3%  | 16,5% | 35,2%            | 38,7% | 9,5%             | 26,0%                    |
| Mecklenburg-Voorpommeren | 5,9%      | 14,8% | 25,2% | 34,1%            | 20,1% | 20,7%            | 45,9%                    |
| Nedersaksen              | 4,8%      | 12,7% | 16,2% | 20,0%            | 46,4% | 17,5%            | 33,7%                    |
| Hamburg                  | 9,9%      | 7,7%  | 10,5% | 24,8%            | 47,1% | 17,6%            | 28,1%                    |
| Noordrijn-Westfalen      | 5,2%      | 6,6%  | 12,7% | 33,0%            | 42,5% | 11,8%            | 24,5%                    |
| Saksen-Anhalt            | 2,2%      | 9,6%  | 14,3% | 22,2%            | 51,8% | 11,8%            | 26,1%                    |
| Brandenburg              | 2,6%      | 0,2%  | 8,6%  | 17,0%            | 71,5% | 2,8%             | 11,4%                    |

| Gebied                          | Zeer goed | Goed | Zeer goed + goed | Matig/een paar worden | Niet |
| ------------------------------- | --------- | ---- | ---------------- | --------------------- | ---- |
| Sleeswijk-Holstein              | 31%       | 16%  | 47%              | 24%                   | 29%  |
| Hamburg                         | 10%       | 19%  | 29%              | 26%                   | 45%  |
| Nedersaksen/Bremen              | 33%       | 20%  | 53%              | 20%                   | 27%  |
| Zuiden van Nedersaksen          | 14%       | 13%  | 27%              | 17%                   | 55%  |
| Noorden van Noordrijn-Westfalen | 15%       | 12%  | 27%              | 22%                   | 51%  |

#### Nedersaksen
In het Landkreis Hildesheim, evenals in andere gebieden in de omgeving van Hannover, zette de teruggang van het Nedersaksisch eerder in dan elders. Reeds in 1943 werd het Hildesheimer Platt met minder dan 50% van de kinderen gesproken door de ouders. Van de volwassenen sprak in 1963 nog maar 8,1% met elkaar in de regionale taal.
| Jaar | Ouders met elkaar | Kind met ouders | Kind met schoolvrienden |
| ---- | ----------------- | --------------- | ----------------------- |
| 1939 | 61,5%             | 23,6%           | 10,9%                   |
| 1963 | 8,1%              | 1,3%            | 0,1%                    |

### Houding
In Steenwijk: Folk Perception and Regional Language of the Youth werden 141 middelbare scholieren ondervraagd die in klas 2 en 4 van mavo, havo en vwo zaten. De jongeren oordeelden dat het Steenwijks en Nederlands aangevuld met Steenwijkse woorden als minder modern, slim, aantrekkelijk, normaal, en mooi opgevat worden ten opzichte van het Nederlands. Daarnaast wordt er negatiever geoordeeld over de rijkdom van een spreker van het Steenwijks, maar was er geen verschil te bemerken tussen het Nederlands en Nederlands aangevuld met Steenwijkse woorden. Tussen de vriendelijkheid van het Steenwijks, Nederlands en Nederlands met Steenwijkse woorden zat geen significant verschil. Jongeren die zelf de regionale taal of elementen daarvan gebruiken oordelen positiever over sprekers van het Steenwijks dan niet-sprekers. De tweede klassen oordeelden positiever over het Steenwijks dan de vierde klassen.
In een enquête uit 2018 op negen verschillende Drentse middelbare scholen onder 376 middelbare scholieren uit klas 1 en 2 die op vmbo-basis lwoo, vmbo-basis en vmbo-kader zaten werd, ten opzichte van het Nederlands, Drents als een beetje ouderwets gezien, meer landelijk en enigszins grappiger (niet serieus, niet grappig versus zeer serieus). Daarnaast werd het Drents als minder intelligent dan het Nederlands beschouwd. Enkel degene die aangeven Drents te spreken beoordeelden zowel het Nederlands als Drents als even intelligent. Zowel Nederlands als Drents scoorden in de categorie 'quite sociable' alhoewel het Drents slechter scoorde. De Drentstaligen oordeelden dat het Drents socialer klonk dan het Nederlands, terwijl de niet-Drentstaligen en de personen die een beetje Drents konden oordeelden dat Drents iets minder sociaal klonk. Het Drents werd als minder mooi beoordeeld dan het Nederlands. De Drentstaligen oordeelden dat het Drents mooier klonk dan het Nederlands, het omgekeerde gold voor de niet-Drentstaligen en de personen die een beetje Drents konden. Beiden groepen oordeelden positief over het Drents. Drentstaligen gaven aan positief te oordelen over Drents als vak op de middelbare school waar personen die een beetje Drents konden wat minder positief oordeelden. Beiden groepen zouden het zonde vinden als het Drents zou verdwijnen. Dit standpunt gold voor Drentstaligen het sterkst. 53,8% van de niet-Drentstaligen gaf aan het niet belangrijk te vinden of het Drents zou (blijven) bestaan. 46,2% vond dat wel belangrijk. 34,5% vond het Drents (zeer) fijn om te horen, 65,5% (zeer) onplezierig. 18,5% van de niet-Drentstaligen was bereid Drents te leren en 81,5% niet. Contact met het Drents gebeurde het vaakst bij de grootouders en ouders en met vrienden.

### Opleving
Het Nedersaksisch lijkt sinds het begin van de 21e eeuw bezig met een bewust georganiseerde heropleving in erkenning als cultureel erfgoed. Er worden in toenemende mate culturele activiteiten georganiseerd en het Nedersaksisch wordt steeds vaker ingezet in de politiek en marketing.
In 2008 liet de Twentse gemeente Rijssen-Holten bekendmaken officieel tweetalig te zijn. Bezoekers van de gemeentebalie kunnen ervoor kiezen om in het Nederlands of Nedersaksisch geholpen te worden.
Tijdens de editie in 2012 van het nationale liefdadigheidsevenement 'Het Glazen Huis' van nationale radiozender 3FM presenteerde radio-dj Michiel Veenstra een uur lang in het Twents.
In 2012 en 2013 gebruikten verschillende commerciële instanties het Nedersaksisch in hun reclames. Dit deden onder meer MoneyBird en RegioBank
In aanloop naar de gemeenteraadsverkiezingen van 2014 stapten veel lokale politieke partijen over op het Nedersaksisch, om bij de plaatselijke bevolking beter gehoor te vinden. De Groningse gemeente Eemsmond riep haar inwoners zelfs met de Groningstalige verkiezingsrap Nait stemmen, nait soezen op om te gaan stemmen.
Op de website van de provincie Overijssel werd ook in 2014 een oproep geplaatst om het Nedersaksisch als voertaal in het onderwijs te introduceren.

### Juridische status
Nederland erkent het Nedersaksisch als taal en zegt er beperkte steun aan toe, al is deze steun volgens de Raad van Europa onvoldoende. Sinds 1998 is het Nedersaksisch als taal erkend onder het Europees Handvest voor regionale talen of talen van minderheden, waarbij deel II van toepassing is verklaard (minder verplichtingen dan onder deel III).
In 2013 werd de gewijzigde motie van de leden De Rouwe en Jacobi over de erkenning van het Nedersaksisch, waarbij het Nedersaksisch onder deel 3 van het Europees Handvest voor regionale talen of talen van minderheden, niet aangenomen in de Tweede Kamer met 61 stemmen voor en 89 tegen. Hierdoor werd het Nedersaksisch niet onder deel 3 erkend.
In 2018 trad het Convenant Nedersaksisch in werking, waarbij de regionale overheden in het Nedersaksischtalige deel van Nederland zeiden zich in te zetten voor het behoud en bevordering van het Nedersaksisch. Daarbij kan het ministerie van Binnenlandse Zaken een ondersteunende rol spelen.
De Wet op het primair onderwijs van 1998 biedt ruimte voor het onderwijzen van Nedersaksisch.

## Nedersaksisch in het onderwijs

### Nederland
Op verschillende basisscholen worden in de maand maart tijdschriften verspreid om kinderen kennis te laten maken met het Nedersaksisch. Zo bestaat er sinds 2025 bijvoorbeeld een 'Wiesneus lespakket' om kinderen meer over de regionale Nedersaksische variant en cultuur te leren.
Op zowel het Drenthe College als het Graafschap College wordt een keuzevak gegeven waar leerlingen onder andere les krijgen over de Nedersaksische taal, Nedersaksische tradities en de Nedersaksische cultuur gekoppeld aan de praktijk. Ook op het Deltion College wordt dit keuzevak tegenwoordig gegeven.
Van 1953 tot 2010 heeft het Nedersaksisch Instituut op de Rijksuniversiteit Groningen bestaan. Gelieerd aan de RUG werden artikels over het Nedersaksisch en de cultuur van het taalgebied gepubliceerd in de Driemaandelijkse Bladen vanaf 1955. De Driemaandelijkse bladen hebben bestaan van 1901 tot 1931 en van 1949 tot 2002. Sinds 2018 is Martijn Wieling bijzonder hoogleraar Nedersaksische / Groningse Taal en Cultuur. Hier doen onder andere PhD'ers onderzoek naar het Nedersaksisch.

### Duitsland
Op verschillende scholen in Duitsland is Nedersaksisch een schoolvak. Sinds 2017 wordt het Nedersaksisch regelmatig als derde vreemde taal gegeven voor het Abitur in Mecklenburg-Voor-Pommeren. In Hamburg en Sleeswijk-Holstein wordt het Nedersaksisch op verschillende scholen als zelfstandig vak gegeven.
Op de Universiteit Greifswald verzorgt het Kompetenzzentrum für Niederdeutschdidaktik de bijscholing en opleiding van leerkrachten die Nedersaksisch geven op de kinderopvang, basisschool en middelbare school. Ook kan men een minor 'Niederdeutsch' doen.

## Taalvoorbeelden

### Gebed:Onzevader
Platt, Nedersaksen/Sleeswijk-Holstein, Duitsland:
```
Unse Vader in' Himmel!
Laat hilligt warrn dienen Namen.
Laat kamen dien Riek.
Laat warrn dienen Willen so as in'n Himmel,
so ok op de Eerd.
Uns' dääglich Brood giff uns vundaag.
Un vergiff uns unse Schuld,
as wi di vergeben hebbt,
de an uns schüllig sünd.
Un laat uns nich versöcht warrn.
Mak uns frie vun dat Böse.
Aam
```

Hardenberg, Overijssel/Salland, Nederland:
```
Oons Va in d'hemel,
Oen name wörd eheiligd;
Oen Keuninkriek kump;
Oen wille wörd edoane,
zo as in d'hemel, zo ok op d'eerde.
Geef oons vandage 't neudige stoete;
en vergeef oons oonze zunden,
net asse wi-j vergeeft,
’n aander oons an-edoane hef.;
loat oons nie in verleiding kommen,
mar verlös oons van't kwoade.
Want van OE is 't Keuninkriek
de kracht en de heerlikheid
noe en in alle dagen.
Aam'n.
```

Winterswijk, Achterhoek/Gelderland, Nederland:
```
Unzen Vader in de hemelen,
laot dienen name eheiligd worden;
laot dien könninkriek kommen;
laot dienen wille gebeuren
op de earde zo as in den hemel.
Gef uns no uns dageliks brood
en vergef uns unze scholden
zo as ok wi'j vergaevet
wel bi'j uns in de schold steet;
en breng uns neet in verzeuking,
maor maak uns vri'j van 't kwaod.
Want van Di'j is 't könninkriek
en de krach en de glorie
no en alle dage.
Amen.
```

(NB bovenstaande versies gelden niet voor het gehele genoemde gebied, regionale variaties zijn eerder regel dan uitzondering)

### Lied: Ain boer wol noar zien noaber tou
(lied; elke twee regels worden 1 keer herhaald - Gronings)
```
Ain boer wol noar zien noaber tou
Hai, boer, hai!
Zien wief dai wol met hom goan
Dom, dom, dom, dai!

Nee, wief, doe most toeze bliev'n
Hai, boer, hai!
Most spinn'n en naai'n van
Dom, dom, dom, dai!

Dou boer weer in hoeze kwam
Hai, boer, hai!
Zee'e: Wief, wat hestoe wel doan
Dom, dom, dom, dai!

Moar 't wief kreeg tou bèrre stok
Hai, boer, hai!
En sloug hom dou op zien kop
Dom, dom, dom, dai!

En boer gong noar zien noaber kloag'n
Hai, boer, hai!
Mien wief het mie op kop sloag'n
Dom, dom, dom, dai!

En noaber zee: Net ziezo,
Hai, boer, hai!
Mien wief dai dut krek ziezo
Dom, dom, dom, dai!

```